# Calle Industria
La Calle Industria es una calle situada en la ciudad de Palma de Mallorca, capital de las Islas Baleares, en España. Lleva el nombre de Industria porque durante el siglo XIX en la vía, al igual que en muchas otras de la zona, hubo fábricas. Testigo de ello son los molinos que hay en la calle, actualmente reconvertidos en locales comerciales. Estos edificios hacen que la calle sea popularmente conocida por lo palmesanos como de los Molinos. Está situada en el Distrito Poniente de la ciudad y atraviesa los barrios de Santa Catalina y Campo de Serralta. Se extiende desde la calle Cataluña, al final de la avenida Jaime III y del paseo Mallorca, hasta el inicio de la calle Libertad en el barrio de Son Dameto. Tiene una longitud total de 550 metros.

## Transporte
En autobús queda conectado mediante las siguientes líneas de la EMT: 
| Línea | Trayecto                | Recorrido | Frecuencia |
| ----- | ----------------------- | --------- | ---------- |
| 7     | Son Rapiña - Son Gotleu | Recorrido | 10 minutos |